# Monomitopus agassizii
Monomitopus agassizii är en fiskart som först beskrevs av George Brown Goode och Tarleton Hoffman Bean, 1896. Monomitopus agassizii ingår i släktet Monomitopus och familjen Ophidiidae. IUCN kategoriserar arten globalt som livskraftig. Inga underarter finns listade i Catalogue of Life.